# Keikogi
Keikogi (japonsko 稽古着 ali 稽古衣) je japonska oznaka, ki pomeni oblačilo za vadbo (keiko - vadba, gi - oblačilo). Ponavadi se uporablja za oblačila nošena ob vadbi borilnih veščin. Pogosto se oznako skrajša le na besedico »gi«, kar pa v japonščini pravzaprav pomeni katerokoli vrsto oblačil na splošno. Glede na vrsto borilne veščine tako npr. ločimo:
- Aikidogi (合気道着 ali 合気衣, oblačilo za ajkido)
- Judogi (柔道着 ali 衣, oblačilo za judo)
- Jujutsugi (柔術着 ali 柔術衣, oblačilo za ju jutsu)
- Karategi (空手着 ali 空手衣, oblačilo za karate)
- Kendogi (剣道着 ali 剣道衣, oblačilo za kendo)